# 공포공포증
공포공포증(영어: phobophobia, 그리스어: φόβος, phobos)은 강렬한 불안과 몸감각 기관의 비현실적이고 지속적인 공포와 계속되는 우려 공포 장애 등의 공포증에의 두려움, 공포에의 두려움으로 정의되는 공포증이다. 공포공포증은 또한 공포증에의 두려움이나 공포증을 개발하는 것에의 두려움으로 정의할 수 있다. 공포공포증은 광장 공포증과 같은, 다른 종류의 공포증과 직접적으로 연관된 불안 장애 혹은 공황 발작과 관련 있다. 환자가 공포공포증을 개발했을 때, 자신의 상태 진단 및 불안 장애의 한 부분으로 취급되어야 한다.